# Бесстыжие
«Бесстыжие» (англ. Shameless) — американский телесериал, выходивший на канале Showtime. Является ремейком одноимённого британского сериала.
После премьеры девятого сезона 9 сентября 2018 года сериал «Бесстыжие» стал самым продолжительным оригинальным телесериалом в истории Showtime. В январе 2019 года телесериал был официально продлён на десятый сезон, премьера которого состоялась 10 ноября 2019 года. В январе 2020 года сериал был продлен на одиннадцатый сезон. Его выход был запланирован на середину 2020 года, однако из-за пандемии COVID-19 был перенесён. Премьера финального сезона состоялась 6 декабря 2020 года.

## Сюжет
Сериал рассказывает о неблагополучной семье Фрэнка Галлагера, отца-одиночки, алкоголика и наркомана, у которого шестеро детей — Фиона, Филипп, Иэн, Дебби, Карл и Лиам. В то время, как он проводит свои дни в алкогольном опьянении, под кайфом или в поисках злоключений, его дети учатся жить самостоятельно. Второстепенная сюжетная линия посвящена их соседям и округу Чикаго, в котором они проживают.

## Главные персонажи
- Фрэнсис «Фрэнк» Галлагер — алкоголик, эгоист, лжец, мелкий мошенник, убеждённый тунеядец. Окончательно спился после ухода жены Моники. Постоянно доводит своих детей, впутываясь в неприятности и долги. Хотя у Фрэнка бывают просветления, по большей части он совершенно беспринципен. Помимо выпивки, Фрэнк всегда не прочь разжиться наркотиками — к счастью, обычно у него нет на них денег. Несмотря на алкоголизм, Фрэнк ведёт достаточно активную сексуальную жизнь и использует остатки своей мужской привлекательности для того, чтобы получить очередную халяву. Перенес операцию по пересадке печени и потерю почки в результате подпольной операции. Познакомился с врачом Бьянкой, которая больна раком. Влюбился в неё, долго переживал её уход из жизни. Испортил свадьбу Фионы, и Галлагеры и Фишеры решили сбросить его в реку, чтобы избавиться. Месяц лежал в коме. Впервые официально устраивается на работу в 8-м сезоне, где проработал 6 недель. В 9 сезоне заводит роман с врачом-психиатром Ингрид Джонс, которая страдает психическим расстройством. В 11 сезоне у Фрэнка обнаруживается алкогольная деменция, из-за чего испытывает серьёзные проблемы с памятью. Умер в конце 11 сезона
- Фиона Галлагер — старшая дочь Фрэнка. После бегства матери взяла на себя заботу о младших братьях и сестёр, поэтому так и не доучилась в школе. Фиона работала официанткой и уборщицей, а также успевает сделать всё по дому, собирать детей в школу и разбираться с очередными выходками Фрэнка. Добилась официального опекунства над братьями и сёстрами. Начала работать в офисе и успешно строить карьеру менеджера по продажам, параллельно встречаясь со своим боссом Майком, однако изменила ему с его братом. Несколько дней отсидела в колонии после несчастного случая младшего брата Лиама с наркотиками, после чего была приговорена к ограничению свободы. Состояла в браке с музыкантом по имени Гасс, изменила мужу с Джимми. После начала встречаться со своим боссом Шонном, сделала аборт, так и не узнав, кто отец ребёнка. В дальнейшем предпринимает попытки стать бизнес-леди — успешно управляет закусочной, приобретает прачечную, жилой дом, а также вкладывает деньги в проекты по строительству, но из-за череды неприятностей влезает в долги и подсаживается на алкоголь, теряя всё, что заработала. В 9 сезоне решается на новую жизнь — собрав свои вещи, она садится в самолёт и улетает в неизвестное место.
- Джеймс «Джимми» Лишман / Стив Уилтон / Джек — парень Фионы. Долго и настойчиво ухаживает за ней, пытаясь заслужить доверие. Зарабатывал на жизнь угоном дорогих автомобилей. Скрывает, что он из богатой семьи. Женат на дочери бразильского наркобарона Эстефании из-за своих долгов и желания отца девушки получить для дочери американское гражданство. То пропадает, то появляется вновь в жизни Галлагеров. Периодически обманывает Фиону, но всё равно тянется к ней и клянётся в любви, расстаётся с ней по её инициативе в 5-м сезоне.
- Филлип «Лип» Ронан Галлагер — старший из братьев. Вундеркинд, обладает невероятными способностями к наукам, особенно к математике и физике, однако пренебрегает этим и не прочь иногда нарушить закон, совершая кражи и приторговывая лёгкими наркотиками. Влюблен в Карен Джексон, встречался с Мэнди Милкович. В 4 сезоне получает грант на обучение и поступает в университет, изучает робототехнику. Встречался с профессором, муж которой был не против их отношений. Позже в университете узнали об их связи. Был исключён из учреждения в результате пьяного дебоша, предпринимал тщетные попытки восстановиться. С 6-го сезона борется с алкогольной зависимостью. Стажировался в хорошей, но не совсем честно зарабатывающей компании. В 9 сезоне знакомится с Тэмми, которая впоследствии беременеет от него, и в 10 сезоне рожает сына, которого назвали Фрэд. В 11 сезоне потерял работу в мастерской.
- И́эн Клейтон Галлагер — средний из братьев. Гей, физически выносливый солдат кадетской армии[англ.], меткий стрелок, уравновешенный. Болен биполярным расстройством. Его настоящий отец — не Фрэнк Галлагер, а брат Фрэнка, с которым Моника переспала, находясь под действием наркотических веществ. Встречался с Микки Милковичем. Мечтает поступить в престижную военную академию, однако не проходит по баллам и в 17 лет уходит служить в армию по документам старшего брата. Там у него случается срыв, и он дезертирует, повредив при этом государственное имущество, в связи с чем его ищет военная полиция. После подтверждения диагноза «биполярное расстройство» военные оставляют его в покое. В 6 сезоне находит работу вопреки своей болезни, выучиваясь на парамедика В 7 сезоне встречается с трансгендерным парнем по имени Тревор, помогает ему в работе с бездомными подростками. Становится популярным борцом за права сексуальных меньшинств. В 9 сезоне попадает в тюрьму за поджог, где вновь встречает Микки. В 10 сезоне, после череды ссор всё же выходит замуж за Микки. В 11 сезоне заводит вместе с Микки бизнес.
- Михайло «Микки» Александро Милкович — брат Мэнди. В первом сезоне представляет собой местного хулигана, постоянно грабящего магазин Кэша, в котором работает Йен, но позже раскрывается с другой стороны. В конце первого сезона у него завязываются романтические отношения с Йеном. Он является геем, однако запуган отцом и скрывается. Из-за отца вынужден жениться на русской эмигрантке и проститутке Светлане. Совершает каминг-аут в 4-м сезоне после крещения сына Евгения. В конце 5-го сезона получает срок за покушение на Саманту Слот. Совершает побег из тюрьмы и уезжает в Мексику в 7-м сезоне. В 9 сезоне возвращается в тюрьму к Йену. В конце 10-го сезона соглашается на женитьбу с Йеном. В 11 сезоне заводит вместе с Йеном бизнес.
- Аманда «Мэнди» Милкович  — сестра Микки. Лучшая подруга Йена, с которым также имела фиктивные отношения. Встречалась с Липом, помогла ему поступить в университет, заполнив и отправив за него документы. В пятом сезоне признаётся ему в любви, после чего уезжает со своим парнем в Индиану. В 6-м сезоне успешно работает в эскорт-услугах, зарабатывая много, но терпя унижения со стороны некоторых клиентов.
- Уильям «Лиам» Галлагер — младший в семье. Темнокожий, однако биологическим отцом является Фрэнк Галлагер. Периодически попадает в неприятности из-за Фрэнка, который пользуется им, чтобы заработать денег. Чуть не умер, обнюхавшись кокаином, когда Фиона случайно его оставила в доступном месте. В 7-м сезоне начинает бесплатное обучение в престижной частной школе благодаря цвету своей кожи, однако из-за Фрэнка его исключают. Обладает хорошими умственными способностями, стремится к знаниям. Иногда подвергается дискриминации из-за цвета кожи, пытается найти свои корни.
- Дебора «Дебби» Галлагер — средняя из дочерей. Единственная, кто страдает от неполноценности семьи Галлагеров и поначалу поддерживает и защищает Фрэнка. В 14 лет специально забеременела от своего парня в надежде, что он женится на ней, но, узнав об этом, он уехал во Флориду. Фиона настаивала на аборте, но Дебби оставила ребёнка. Назвала дочку Фрэнсис, в честь Фрэнка, но после череды отвратных поступков отца зовёт девочку вторым именем — Харриет. Бросает школу, мучается с ребёнком, выучивается на сварщика в 8-м сезоне. Устраивает свою жизнь, выходя замуж за недееспособного мужчину из-за его денежного пособия и жилья, однако расстается с ним из-за своей легкомысленности. В результате несчастного случая лишилась трёх пальцев на правой ноге. В последних сезонах пытается разобраться со своей сексуальной ориентацией, влюбляется в девушку Карла. С 10 сезона берет на себя всю ответственность за семью, пытаясь заменить Фиону. Начинает встречаться с кузиной Микки.
- Карл Фрэнсис Галлагер — один из братьев. У Карла часто бывают проблемы в школе из-за нападений на других учеников и нарушения школьных правил. Имеет психопатические наклонности, выражающиеся в порче игрушек и убийстве бездомных животных. Однако он заботится о семье и является одним из наиболее эмоционально интеллектуальных персонажей. Отсидел год в детской колонии за распространение наркотиков. После освобождения продолжил заниматься «тёмными» делами. Продавал оружие в школе. Помог Фионе выкупить семейный дом. В 7-м сезоне пошёл в военную академию, решив завязать с криминалом. Женился в 8 сезоне на истеричной Кэссиди, которую изначально похитил для вымогательства денег с её отца. В конце сезона сбегает от неё обратно в академию. С 11 сезона работает в полиции.
- Вероника «Ви» Фишер — близкая подруга Фионы. Имеет медицинские навыки. Подрабатывала на эротическом сайте, выкладывая прямые эфиры интимного характера. Выяснилось, что почти бесплодна и шансов на беременность очень мало. Заставляет свою мать забеременеть от Кевина, своего мужа. Мирится со странными идеями Кева, помогает ему с баром. Расстаётся с мужем на время, потому что он слишком озабочен детьми и желания на интимную жизнь с женой у него не осталось. Не по-настоящему замужем за Кевом, от которого имеет 2 детей. Выходит замуж за Светлану, чтобы спасти её от миграционной службы. В 7 сезоне не может разобраться, нравится ли ей Светлана как женщина и вынуждает мужа жить втроём. В 11 сезоне официально вышла замуж за Кева.
- Кевин «Кев» Болл — муж Вероники. Работает барменом в баре «Алиби» (является владельцем бара с 4-го сезона), где постоянно зависает Фрэнк. Добрый, порядочный, вместе с Вероникой старается помогать семейству Галлагеров. Имеет 2 близняшек от Вероники, а также сына от её матери. Случайно перерезал соседу тормозной провод на мотоцикле, из-за чего тот сначала стал инвалидом, а когда узнал, что в этом виноват Кев, случайно поджег себя коктейлем Молотова, отчего погиб. В 8-м сезоне узнаёт, что у него доброкачественная опухоль в груди. Знакомится с биологическими родителями. Пытается понять, может ли испытывать сексуальное влечение к мужчинам. В 11 сезоне официально женился на Ви.
- Шейла Джексон — страдающая агорафобией домохозяйка, которой нравится готовка. Периодически помогает Галлагерам. Теряет мужа, который кончает самоубийством из-за разочарующих его поступков дочери. Заводит отношения с Фрэнком, искренне верит в то, что он — хороший человек. После ухода Фрэнка начинает отношения с мужем дочери, Джоди, но у них не складывается. Взяла на воспитание своего внука, но потеряла его из-за желания дочери избавиться от сына. Заводила отношения с мужчиной, думая, что у него одни с ней корни. Пыталась усыновить его племянников. Насильно женит на себе Фрэнка. В 5-м сезоне уезжает из Чикаго после взрыва своего дома.
- Карен Джексон — легкомысленная и распутная подружка Липа. В конце первого сезона, чтобы отомстить отцу, считающему её шлюхой, соблазняет Фрэнка и выкладывает откровенный ролик с их встречи в интернет. Рожает ребёнка с синдромом Дауна от азиата, после чего сбегает из дома, оставляя ребёнка своей матери. Спустя некоторое время вернулась домой, захотела вернуть Липа. Была сбита машиной Мэнди, лежала в коме и осталась на всю жизнь с расстройством, уезжает в конце 3 сезона с мужем Джоди и сыном для реабилитации.
- Светлана Евгеньевна Милкович Фишер — бисексуальная русская проститутка, нелегально проживающая в Америке. Жена Микки, брак которых был заключён по настоянию его отца. Есть сын Евгений от Микки Милковича. В 6 сезоне разводится с Микки, затем расписывается с Вероникой Фишер, чтобы миграционная служба не отправила её обратно в Россию. Живёт вместе с Ви и Кевом. Хорошо ладит с арифметикой, с 7-го сезона ведёт финансовые дела в «Алиби», в конце сезона обманом отбирает бар у Ви и Кева. Представила Ви и Кеву своего русского мужа как своего отца, а после неизвестным образом избавилась от него. В 8-м сезоне заключает сделку с Ви и Кевом и отдаёт им две трети бара. Доход делят пополам. В конце сезона выходит замуж за старого, но богатого Руперта.
- Саманта «Сэмми» Слотт — старшая дочь Фрэнка от одной из его девушек юности. Навязчивая и грубая, пакостит и вредит всем, чтобы добиться любви отца, но не получает её. Взаимно не любит Шейлу. Сидит в тюрьме за то, что стреляла в Микки.

### Второстепенные персонажи
- Шон — босс Фионы, с которой у него завязываются отношения в пятом сезоне. Бывший наркоман в завязке, который из-за своей зависимости потерял жену и ребёнка. Единственное о чём беспокоится Шон — это взаимная опека над сыном. В шестом сезоне делает предложение Фионе, на что она соглашается. Взаимно не любит Фрэнка. В конце шестого сезона выясняется, что за несколько месяцев до свадьбы он начал опять принимать наркотики, вследствие чего их свадьба не состоялась. После завязал с наркотиками и женился на другой девушке.
- Майк — босс Фионы, работающий в компании отца по продаже пластиковых стаканов. Фиона изменяет Джимми с ним. Начинает встречаться с Фионой, но контролирует её, чтобы не нарваться на ложь и предательство. Фиона изменяет ему с его братом. Платит за неё залог, чтобы она вышла из тюрьмы.
- Тони Маркович — районный полицейский, друг детства Фионы, влюблённый в неё в первых сезонах. Из-за недостатка опыта в общении с девушками держится очень скромно. Однако, когда возникает угроза со стороны Стива, решается на радикальные меры. В 6 сезоне становится геем якобы из-за Фионы.
- Джоди Силверман — муж Карен, БДСМ-сексоголик. Также имел отношения с её матерью, Шейлой Джексон. В конце 3-го сезона уезжает с Карен и её сыном.
- Моника Галлагер — непутевая жена Фрэнка, бисексуальна. Страдает биполярным расстройством, от чего пребывает либо в эйфории, либо в глубокой депрессии. Несколько лет назад сбежала из дома, бросив детей. В первом сезоне появляется, чтобы перенять опеку над Лиамом вместе со своей афроамериканской девушкой Робертой (Боб). Изредка появляется в жизни детей и обещает им, что вернулась навсегда, но не сдерживает своих обещаний. Пыталась покончить жизнь самоубийством на глазах у детей. Легла в лечебницу, но благодаря Фрэнку сбежала снова. Жила с мужчиной в трейлере на полях. Умерла в конце 7 сезона от прогрессирующей болезни мозга.
- Этель — девочка из мормонской общины, о которой одно время заботились Кевин и Вероника. Любит работать по дому и выполнять чужие поручения. На первый взгляд кажется, что она совсем ребёнок, но это не так — к моменту своего появления в сериале, Этель успела побывать замужем за пожилым многоженцем и даже родить ему сына. В итоге уезжает с парнем, продав мешок марихуаны Кевина.
- Тэрри Милкович — жестокий отец Микки и Мэнди, постоянно совершающий подлежащие уголовному наказанию преступления. Ярый гомофоб, что является причиной нескольких ссор Йена и Микки, безуспешно пытался помешать их свадьбе в 10 сезоне. В результате несчастного случая находится в парализованном состоянии. Погиб от рук сумасшедшей сиделки-монахини в 11 сезоне.
- Чаки Слотт — сын Сэмми, немногословный полный глупый ребёнок, легко внушаем. Сидел в тюрьме из-за Карла. Когда Саманта попадает в тюрьму за покушение на Микки, её мать Квинни забирает Чаки с собой в коммуну.
- Кэш — начальник Иэна в магазине и его любовник в первом сезоне. Индус, женат на белой мусульманке, к тому же — отец двоих детей. В начале второго сезона, скрываясь от жены, уезжает «отдохнуть» с мужчиной.
- Линда — жена Кэша, белая мусульманка, мать двоих детей. Застукала мужа, занимающегося сексом с Иэном. На момент, когда её муж уехал, была беременна третьим ребёнком.
- Гас — музыкант, состоявший в отношениях с Фионой в 5 сезоне. Познакомились случайно на концерте его группы, когда Фиона пришла туда ради забавы с его знакомым музыкантом. Жили вместе у Гаса. Были женаты по своей глупости. Никак не могли развестись и решить, что же их держит вместе. Разводится с Фионой в 6 сезоне, чтобы начать строить серьезные отношения с другой девушкой.
- Калеб — бойфренд Иэна в 6 сезоне. Работает в пожарной службе. В 7 сезоне расстались из-за сексуальной связи Калеба с женщиной.
- Иван — изначально появляется в сериале как отец Светланы. Временно живёт вместе с Ви, Светланой и Кевом. Позже выясняется, что он является русским мужем Светланы, а не отцом. Безвести пропал (скорее всего убит Светланой) в 7-м сезоне.
- Тревор — трансгендерный парень, появляется в 7 сезоне. Испытывает симпатию к Йену, начинает встречаться с ним. Бросает Йена после того, как он попытался снова встречаться с Микки. Борется за права ЛГБТ и помогает бездомным подросткам.
- Фрэнсис Харриет «Френни» Галлагер — дочь Дэбби, названная в честь Фрэнка.
- Сэнди Милкович — кузина Микки Милковича, замужем за Роялом. Начинает встречаться с Дэбби в конце 10 сезона.
- Маргарет «Пегги» Галлагер — мать Фрэнка, вышла из тюрьмы во 2 сезоне, болела раком поджелудочной железы, также во 2 сезоне подбила Шейлу задушить её подушкой, вследствие чего умерла.

## В ролях
| Таблица присутствия актёров в сезонах                             | Таблица присутствия актёров в сезонах | Таблица присутствия актёров в сезонах | Таблица присутствия актёров в сезонах | Таблица присутствия актёров в сезонах | Таблица присутствия актёров в сезонах | Таблица присутствия актёров в сезонах | Таблица присутствия актёров в сезонах | Таблица присутствия актёров в сезонах | Таблица присутствия актёров в сезонах | Таблица присутствия актёров в сезонах | Таблица присутствия актёров в сезонах | Таблица присутствия актёров в сезонах |
| Актёр                                                             | Персонаж                              | Сезон                                 | Сезон                                 | Сезон                                 | Сезон                                 | Сезон                                 | Сезон                                 | Сезон                                 | Сезон                                 | Сезон                                 | Сезон                                 | Сезон                                 |
| Актёр                                                             | Персонаж                              | 1                                     | 2                                     | 3                                     | 4                                     | 5                                     | 6                                     | 7                                     | 8                                     | 9                                     | 10                                    | 11                                    |
| ----------------------------------------------------------------- | ------------------------------------- | ------------------------------------- | ------------------------------------- | ------------------------------------- | ------------------------------------- | ------------------------------------- | ------------------------------------- | ------------------------------------- | ------------------------------------- | ------------------------------------- | ------------------------------------- | ------------------------------------- |
| Уильям Мэйси                                                      | Фрэнсис «Фрэнк» Галлагер              | Постоянно                             | Постоянно                             | Постоянно                             | Постоянно                             | Постоянно                             | Постоянно                             | Постоянно                             | Постоянно                             | Постоянно                             | Постоянно                             | Постоянно                             |
| Уильям Мэйси                                                      | Джерри Галлагер                       | Периодически                          |                                       |                                       |                                       |                                       |                                       |                                       |                                       |                                       |                                       |                                       |
| Эмми Россум                                                       | Фиона Галлагер                        | Постоянно                             | Постоянно                             | Постоянно                             | Постоянно                             | Постоянно                             | Постоянно                             | Постоянно                             | Постоянно                             | Постоянно                             |                                       |                                       |
| Джереми Аллен Уайт                                                | Филлип «Лип» Галлагер                 | Постоянно                             | Постоянно                             | Постоянно                             | Постоянно                             | Постоянно                             | Постоянно                             | Постоянно                             | Постоянно                             | Постоянно                             | Постоянно                             | Постоянно                             |
| Камерон Монахэн                                                   | Иэн Галлагер                          | Постоянно                             | Постоянно                             | Постоянно                             | Постоянно                             | Постоянно                             | Постоянно                             | Постоянно                             | Постоянно                             | Постоянно                             | Постоянно                             | Постоянно                             |
| Эмма Кинни                                                        | Дебора «Дебби» Галлагер               | Постоянно                             | Постоянно                             | Постоянно                             | Постоянно                             | Постоянно                             | Постоянно                             | Постоянно                             | Постоянно                             | Постоянно                             | Постоянно                             | Постоянно                             |
| Итан Каткоски                                                     | Карл Галлагер                         | Постоянно                             | Постоянно                             | Постоянно                             | Постоянно                             | Постоянно                             | Постоянно                             | Постоянно                             | Постоянно                             | Постоянно                             | Постоянно                             | Постоянно                             |
| Блейк и Бреннон Джонсон / Бренден и Брендан Симс / Кристиан Айзиа | Уильям Галлагер                       | Постоянно                             | Постоянно                             | Постоянно                             | Постоянно                             | Постоянно                             | Постоянно                             | Постоянно                             | Постоянно                             | Постоянно                             | Постоянно                             | Постоянно                             |
| Шанола Хэмптон                                                    | Вероника «Ви» Фишер                   | Постоянно                             | Постоянно                             | Постоянно                             | Постоянно                             | Постоянно                             | Постоянно                             | Постоянно                             | Постоянно                             | Постоянно                             | Постоянно                             | Постоянно                             |
| Стив Хоуи                                                         | Кевин «Кев» Болл                      | Постоянно                             | Постоянно                             | Постоянно                             | Постоянно                             | Постоянно                             | Постоянно                             | Постоянно                             | Постоянно                             | Постоянно                             | Постоянно                             | Постоянно                             |
| Лора Слейд Уиггинс                                                | Карен Джексон                         | Постоянно                             | Постоянно                             | Периодически                          |                                       |                                       |                                       |                                       |                                       |                                       |                                       |                                       |
| Джастин Чэтвин                                                    | Джеймс «Джимми» Лишман / Стив / Джек  | Постоянно                             | Постоянно                             | Постоянно                             | Гость                                 | Периодически                          |                                       |                                       |                                       |                                       |                                       |                                       |
| Джоан Кьюсак                                                      | Шейла Джексон                         | Постоянно                             | Постоянно                             | Постоянно                             | Постоянно                             | Периодически                          |                                       |                                       |                                       |                                       |                                       |                                       |
| Ноэль Фишер                                                       | Михайло «Микки» Милкович              | Периодически                          | Периодически                          | Постоянно                             | Постоянно                             | Постоянно                             | Гость                                 | Периодически                          |                                       | Гость                                 | Постоянно                             | Постоянно                             |
| Джейн Леви (Сезон 1) и Эмма Гринвелл                              | Аманда «Мэнди» Милкович               | Периодически                          | Периодически                          | Постоянно                             | Постоянно                             | Периодически                          | Гость                                 |                                       |                                       |                                       |                                       |                                       |
| Зак Макгоуэн                                                      | Джоди Сильверман                      |                                       | Периодически                          | Постоянно                             |                                       |                                       |                                       |                                       |                                       |                                       |                                       |                                       |
| Исидора Горештер                                                  | Светлана Милкович                     |                                       |                                       | Периодически                          | Периодически                          | Периодически                          | Периодически                          | Постоянно                             | Постоянно                             |                                       |                                       |                                       |
| Джейк Макдорман                                                   | Майкл Прэтт                           |                                       |                                       | Периодически                          | Постоянно                             |                                       |                                       |                                       |                                       |                                       |                                       |                                       |
| Эмили Бергл                                                       | Саманта Слотт                         |                                       |                                       |                                       | Периодически                          | Постоянно                             |                                       |                                       |                                       |                                       |                                       |                                       |
| Кейт Майнер                                                       | Тэмми                                 |                                       |                                       |                                       |                                       |                                       |                                       |                                       |                                       | Периодически                          | Постоянно                             | Постоянно                             |
| Джоэл Маррей                                                      | Эдвард Джексон                        | Периодически                          |                                       |                                       |                                       |                                       |                                       |                                       |                                       |                                       |                                       |                                       |
| Кристоффер Райан Уинтерс                                          | Клейтон Галлагер                      | Периодически                          |                                       |                                       |                                       |                                       |                                       |                                       |                                       |                                       |                                       |                                       |
| Хлоэ Уэбб                                                         | Моника Галлагер                       | Периодически                          | Периодически                          |                                       |                                       | Периодически                          | Периодически                          | Периодически                          |                                       |                                       |                                       |                                       |
| Педж Вахдат                                                       | Кэш                                   | Периодически                          | Периодически                          |                                       |                                       |                                       |                                       |                                       |                                       |                                       |                                       |                                       |
| Мэдисон Девенпорт                                                 | Этель                                 | Периодически                          | Периодически                          |                                       |                                       |                                       |                                       |                                       |                                       |                                       |                                       |                                       |
| Карлиз Бёрк                                                       | Роберта                               | Периодически                          | Периодически                          |                                       |                                       |                                       |                                       |                                       |                                       |                                       |                                       |                                       |
| Маргерит Моро                                                     | Линда                                 | Периодически                          | Периодически                          | Периодически                          |                                       |                                       |                                       |                                       |                                       |                                       |                                       |                                       |
| Тайлер Джейкоб Мур                                                | Энтони Маркович                       | Периодически                          | Периодически                          | Периодически                          | Периодически                          | Периодически                          | Периодически                          |                                       |                                       |                                       |                                       |                                       |
| Дэннис Кокрум                                                     | Терренс Милкович                      | Периодически                          | Периодически                          | Периодически                          | Периодически                          | Периодически                          | Периодически                          | Периодически                          | Периодически                          | Периодически                          | Периодически                          | Периодически                          |
| Ванесса Белл Кэллоуэй                                             | Кэролайн Фишер                        | Периодически                          | Периодически                          | Периодически                          | Периодически                          | Периодически                          | Периодически                          | Периодически                          |                                       |                                       |                                       |                                       |
| Стефани Фантоцци                                                  | Эстефания                             |                                       | Периодически                          | Периодически                          |                                       |                                       |                                       |                                       |                                       |                                       |                                       |                                       |
| Луиза Флетчер                                                     | Пэгги Галлагер                        |                                       |                                       | Периодически                          |                                       |                                       |                                       |                                       |                                       |                                       |                                       |                                       |
| Ник Гелфусс                                                       | Роберт Прэтт                          |                                       |                                       |                                       | Периодически                          |                                       |                                       |                                       |                                       |                                       |                                       |                                       |
| Джеймс Аллен МакКьюн                                              | Мэтт Бейкер                           |                                       |                                       |                                       | Периодически                          | Периодически                          |                                       |                                       |                                       |                                       |                                       |                                       |
| Николь Блум                                                       | Аманда                                |                                       |                                       |                                       | Периодически                          | Периодически                          |                                       |                                       |                                       |                                       |                                       |                                       |
| Келлен Майкл                                                      | Чаки Слотт                            |                                       |                                       |                                       | Периодически                          | Периодически                          | Периодически                          |                                       |                                       |                                       |                                       |                                       |
| Дав Камерон                                                       | Холли Хермайкер                       |                                       |                                       |                                       | Периодически                          | Периодически                          |                                       |                                       |                                       |                                       |                                       |                                       |
| Джонатан Майкл Траутмэнн                                          | Игги Милкович                         |                                       |                                       |                                       |                                       | Периодически                          |                                       |                                       |                                       |                                       |                                       |                                       |
| Джеффри Дин Морган                                                | Чарли Питерс                          |                                       |                                       |                                       |                                       | Гость                                 |                                       |                                       |                                       |                                       |                                       |                                       |
| Джефф Пьер                                                        | Калеб                                 |                                       |                                       |                                       |                                       |                                       | Периодически                          | Периодически                          |                                       |                                       |                                       |                                       |
| Павел Лычников                                                    | Иван                                  |                                       |                                       |                                       |                                       |                                       |                                       | Периодически                          |                                       |                                       |                                       |                                       |
| Эллиот Флетчер                                                    | Тревор                                |                                       |                                       |                                       |                                       |                                       |                                       | Периодически                          | Периодически                          | Периодически                          |                                       |                                       |

## Список серий
| Сезон | Сезон | Эпизоды | Даты показа     | Даты показа     |
| Сезон | Сезон | Эпизоды | Премьера сезона | Финал сезона    |
| ----- | ----- | ------- | --------------- | --------------- |
|       | 1     | 12      | 9 января 2011   | 27 марта 2011   |
|       | 2     | 12      | 8 января 2012   | 1 апреля 2012   |
|       | 3     | 12      | 13 января 2013  | 7 апреля 2013   |
|       | 4     | 12      | 12 января 2014  | 6 апреля 2014   |
|       | 5     | 12      | 11 января 2015  | 5 апреля 2015   |
|       | 6     | 12      | 10 января 2016  | 3 апреля 2016   |
|       | 7     | 12      | 2 октября 2016  | 18 декабря 2016 |
|       | 8     | 12      | 5 ноября 2017   | 28 января 2018  |
|       | 9     | 14      | 9 сентября 2018 | 10 марта 2019   |
|       | 10    | 12      | 10 ноября 2019  | 26 января 2020  |
|       | 11    | 12      | 6 декабря 2020  | 11 апреля 2021  |

## Реакция

### Критической приём
| Сезон          | Отзывы критиков   | Отзывы критиков  |
| Сезон          | Rotten Tomatoes   | Metacritic       |
| -------------- | ----------------- | ---------------- |
| 1              | 71% (38 отзывов)  | 66% (26 отзывов) |
| 2              | 100% (11 отзывов) | 76% (5 отзывов)  |
| 3              | 92% (12 отзывов)  | N/A              |
| 4              | 100% (15 отзывов) | N/A              |
| 5              | 92% (12 отзывов)  | N/A              |
| 6              | 100% (10 отзывов) | N/A              |
| 7              | 88% (8 отзывов)   | N/A              |
| 8              | 100% (7 отзывов)  | N/A              |
| 9              | 73% (11 отзывов)  | N/A              |
| 10             | 20% (5 отзывов)   | N/A              |
| 11             | 70% (10 отзывов)  | N/A              |
| Средняя оценка | 82%               | 70%              |

### Награды и номинации
- 2011 — номинация на премию «Эмми» лучшей приглашённой актрисе в драматическом сериале (Джоан Кьюсак).
- 2011 — номинация на премию «Спутник» за лучшую мужскую роль в драматическом сериале (Уильям Мэйси).
- 2011 — номинация на премию «Выбор телевизионных критиков» за лучшую мужскую роль в драматическом сериале (Уильям Мэйси).
- 2012 — номинация на премию «Эмми» лучшей приглашённой актрисе в драматическом сериале (Джоан Кьюсак).
- 2012 — две номинации на премию «Выбор телевизионных критиков» за лучшую женскую роль в драматическом сериале (Эмми Россум) и лучшему приглашённому исполнителю в драматическом сериале (Хлоэ Уэбб).
- 2013 — номинация на премию «Эмми» лучшей приглашённой актрисе в драматическом сериале (Джоан Кьюсак).
- 2014 — 3 номинации на премию «Эмми»: лучший ведущий актёр в комедийном сериале (Уильям Мэйси), лучшая приглашённая актриса в комедийном сериале (Джоан Кьюсак), лучший координатор трюков в комедийном сериале (Джули Майклз).
- 2014 — две номинации на премию «Выбор телевизионных критиков» за лучшую женскую роль в комедийном сериале (Эмми Россум) и за лучшую мужскую роль второго плана в комедийном сериале (Джереми Аллен Уайт).
- 2015 — премия «Эмми» лучшей приглашённой актрисе в комедийном сериале (Джоан Кьюсак), а также номинация в категории «Лучший ведущий актёр в комедийном сериале» (Уильям Мэйси).
- 2015 — премия Гильдии киноактёров США за лучшую мужскую роль в комедийном сериале (Уильям Мэйси).
- 2015 — номинация на премию «Золотой глобус» за лучшую мужскую роль в комедийном сериале (Уильям Мэйси).
- 2015 — две номинации на премию «Спутник» за лучшую мужскую роль в комедийном сериале (Уильям Мэйси) и за лучшую женскую роль в комедийном сериале (Эмми Россум).
- 2015 — номинация на премию «Выбор телевизионных критиков» за лучшую мужскую роль второго плана в комедийном сериале (Камерон Монахэн).
- 2016 — премия «Эмми» лучшему координатору трюков в комедийном сериале (Эдди Перес), а также номинация в категории «Лучший ведущий актёр в комедийном сериале» (Уильям Мэйси).
- 2016 — номинация на премию Гильдии киноактёров США за лучшую мужскую роль в комедийном сериале (Уильям Мэйси).
- 2017 — премия «Эмми» лучшему координатору трюков в комедийном сериале (Эдди Перес), а также номинация в категории «Лучший ведущий актёр в комедийном сериале» (Уильям Мэйси).
- 2017 — премия Гильдии киноактёров США за лучшую мужскую роль в комедийном сериале (Уильям Мэйси).
- 2017 — премия «Спутник» за лучшую мужскую роль в комедийном сериале (Уильям Мэйси).
- 2018 — две номинации на премию «Эмми»: лучший ведущий актёр в комедийном сериале (Уильям Мэйси), лучший координатор трюков в комедийном сериале (Эдди Перес).
- 2018 — премия Гильдии киноактёров США за лучшую мужскую роль в комедийном сериале (Уильям Мэйси).
- 2018 — номинация на премию «Золотой глобус» за лучшую мужскую роль в комедийном сериале (Уильям Мэйси).
- 2018 — премия «Спутник» за лучшую мужскую роль в комедийном сериале (Уильям Мэйси).
- 2019 — номинация на премию «Спутник» за лучшую мужскую роль в комедийном сериале (Уильям Мэйси).
- 2020 — премия «Эмми» лучшему координатору трюков в комедийном сериале (Эдди Перес).
- 2021 — номинация на премию «Эмми» лучшему ведущему актёру в комедийном сериале (Уильям Мэйси).